# ロベルト・ガルデル

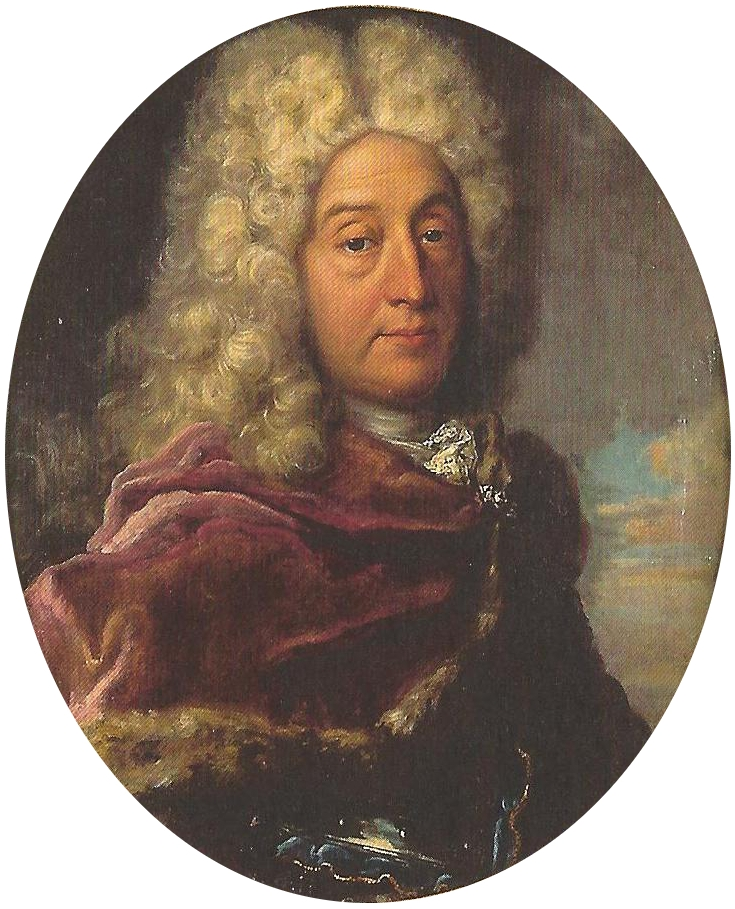
VinzenzStürler今では、 Jegenstorf城

ロベルト・ガルデル（Robert Gardelle、1682年4月9日 - 1766年3月7日）は、スイスの画家。

## 生涯
ジュネーヴ（当時はジュネーヴ共和国）生まれ。ガルデルはパリでニコラ・ド・ラルジリエールに師事し、肖像画の画家として名を馳せ、肖像画やジュネーヴの風景を描いた銅版画を制作した。
ガルデルは作成した肖像画の量とそれらを作成した速さの両方で著名。ケンブリッジ大学図書館は、1978年の展示会で、ガーデルは多作であり、「2、3日で肖像画を描くことが多かった」と述べている。ジュネーブのブルジョワの家に生まれた、4人兄弟の2番目で、イギリスに移住した細密画の画家である兄のダニエル（1679年10月2日 - 1753年10月9日）と区別するために「若い方」という愛称で呼ばれていた。
幼い頃から気質を発揮し、カッセルに赴きマードフェルド男爵に会い、彼の保護者となり、ベルリンに送られた。1712年にジュネーヴに戻った彼は、ヘッセン・カッセルの大地主であるフリードリヒ2世の肖像画など、様々な肖像画を描いた後、1712年にジュネーヴに戻った。その技術を完成させるために、彼はパリに行き、ラルジリエールの弟子となり、彼の肖像画のコピーを作成した。
1713年にジュネーヴに戻って、彼は肖像画を専門にした。彼は仕事が早く、作品に高額な料金を請求しないため、多くの顧客を獲得した。彼はスイス各地を旅し、ピエール・ファティオや神学教授など、当時のジュネーヴの主要人物の肖像画を描いた。彼が制作したポートレートを縮小したサイズ（24×180cm）で二重にすることが多かった。1726年にはジュネーヴの風景をいくつか彫り、1754年には72歳の時にルソーの肖像画を制作した。